# Los Lunas
Los Lunas – wieś na południu USA, w stanie Nowy Meksyk, na wysokości 1480 m n.p.m. Jest siedzibą hrabstwa Valencia od 1876 roku.